# Wydma brunatna
Wydma brunatna – rodzaj wydmy, wyróżniany obok wydmy białej i szarej, ze względu na porastającą ją roślinność. Jest to zawsze wydma ustalona, tj. nieporuszająca się, porośnięta, może natomiast przybierać różne kształty. Roślinnością porastającą taką wydmę jest najczęściej wrzosowisko brusznicowo-bażynowe lub rzadziej sam bór bażynowy. Taka struktura charakteryzuje się bardziej rozwiniętą glebą niż w przypadku wydm białych i szarych - do ziem występujących najczęściej zalicza się arenosole i regosole, obecne jednak tylko w zewnętrznej jej warstwie. Występuje tendencja do stopniowego użyźniania gleby i pojawiania się bardziej wymagających gatunków (m.in. dębu bezszypułkowego, borówki czarnej).